# Puchar Niemiec w piłce nożnej (1943)
Puchar Niemiec w piłce nożnej mężczyzn 1943 lub Puchar Tschammera 1943 – 9. edycja rozgrywek mających na celu wyłonienie zdobywcy Pucharu Niemiec. Tym razem trofeum wywalczył Vienna Wiedeń. Finał został rozegrany na Adolf-Hitler-Kampfbahn w Stuttgarcie.

## Kwalifikacje
Mecz rozegrano 15 sierpnia 1943 roku.
| Drużyna 1     | Wynik | Drużyna 2   |
| ------------- | ----- | ----------- |
| Cuxhavener SV | 1:3   | LSV Hamburg |

## Plan rozgrywek
Rozgrywki szczebla centralnego składały się z 5 części:
- Pierwsza runda: 15 sierpnia-12 września 1943
- Druga runda: 12-26 września 1953
- Ćwierćfinał: 3 października 1943
- Półfinał: 17 października 1943
- Finał: 31 października 1943 roku na Adolf-Hitler-Kampfbahn w Stuttgarcie

## Pierwsza runda
Mecze rozegrano od 15 sierpnia do 12 września 1943 roku.
| Drużyna 1           | Wynik | Drużyna 2               |
| ------------------- | ----- | ----------------------- |
| Viktoria Elbing     | 0:7   | LSV Pütnitz             |
| TSG Rostock         | 1:7   | Hertha BSC              |
| Holstein Kilonia    | 5:4   | Eintracht Brunszwik     |
| LSV Hamburg         | 1:0   | Wilhelmshaven 05        |
| Zel Praga Warschau  | 3:5   | MSV Brünn               |
| SG SDW Posen        | 0:4   | VfB Königsberg          |
| SpVgg Erfurt        | 0:4   | Schalke Gelsenkirchen   |
| Breslauer SpVg 02   | 5:3   | TuS Lipine              |
| NSTG Brüx           | 0:14  | Vienna Wiedeń           |
| Dresdner SC         | 13:1  | Borussia Fulda          |
| FK Niederkorn       | 0:3   | Sportfreunde Katernberg |
| FV Saarbrücken      | 8:0   | VfR Köln                |
| FC Mülhausen        | 1:4   | VfR Mannheim            |
| FC Schweinfurt 05   | 2:4   | 1. FC Nürnberg          |
| BC Augsburg         | 3:0   | Bayern Monachium        |
| Stuttgarter Kickers | 3:5   | Kickers Offenbach       |

### Mecze powtórzone
| Drużyna 1           | Wynik | Drużyna 2     |
| ------------------- | ----- | ------------- |
| Phönix Ludwigshafen | 0:2   | VfL Osnabrück |

## Druga runda
Mecze rozegrano od 12 do 26 września 1943 roku.
| Drużyna 1             | Wynik | Drużyna 2               |
| --------------------- | ----- | ----------------------- |
| VfB Königsberg        | 0:5   | Dresdner SC             |
| LSV Pütnitz           | 2:3   | LSV Hamburg             |
| Hertha BSC            | 0:3   | Holstein Kilonia        |
| MSV Brünn             | 1:5   | 1. FC Nürnberg          |
| Kickers Offenbach     | 1:2   | FV Saarbrücken          |
| Schalke Gelsenkirchen | 4:2   | Sportfreunde Katernberg |
| VfR Mannheim          | 4:2   | BC Augsburg             |
| Vienna Wiedeń         | 6:5   | Breslauer SpVg 02       |

## Ćwierćfinały
Mecze rozegrano 3 października 1943 roku.
| Drużyna 1        | Wynik      | Drużyna 2             |
| ---------------- | ---------- | --------------------- |
| Holstein Kilonia | 2:4        | LSV Hamburg           |
| Dresdner SC      | 5:3        | VfR Mannheim          |
| FV Saarbrücken   | 1:2 (dog.) | Schalke Gelsenkirchen |
| 1. FC Nürnberg   | 2:3        | Vienna Wiedeń         |

## Półfinały
Mecze rozegrano 17 października 1943 roku.
| Drużyna 1             | Wynik | Drużyna 2     |
| --------------------- | ----- | ------------- |
| LSV Hamburg           | 2:1   | Dresdner SC   |
| Schalke Gelsenkirchen | 2:6   | Vienna Wiedeń |

## Finał
| 31 października 1943 | LSV Hamburg · Decker 49' (k.) · Noack 53' 113' | 2:3 (Dogrywka)0:1Raport | Vienna Wiedeń · 26' Heinrich · 70' Gornick | Adolf-Hitler-Kampfbahn, Stuttgart Widzów: 45 000 Sędzia: Emil Schmetzer (Mannheim) |
|                      |                                                |                         |                                            |                                                                                    |

| FIRST VIENNA FC 1894: |   |                    |
|                       |   |                    |
| BR                    | 1 | Hans Schwarzer     |
| OB                    |   | Otto Kaller        |
| OB                    |   | Karl Bortoli       |
| PO                    |   | Gottfried Gröbel   |
| PO                    |   | Ernst Sabeditsch   |
| PO                    |   | Richard Dörfel     |
| NA                    |   | Franz Holeschofski |
| NA                    |   | Karl Decker        |
| NA                    |   | Richard Fischer    |
| NA                    |   | Rudolf Noack       |
| NA                    |   | Franz Widhalm      |
| Trener:               |   |                    |
| Fritz Gschweidl       |   |                    |

| LUFTWAFFEN-SPORTVEREIN HAMBURG: |   |                     |
|                                 |   |                     |
| BR                              | 1 | Willy Jürissen      |
| OB                              |   | Karl Miller         |
| OB                              |   | Reinhold Münzenberg |
| PO                              |   | Walter Ochs         |
| PO                              |   | Heinrich Gärtner    |
| PO                              |   | Robert Gebhardt     |
| NA                              |   | Heinz Mühle         |
| NA                              |   | Ludwig Janda        |
| NA                              |   | Willi Gornick       |
| NA                              |   | Reinhardt Heinrich  |
| NA                              |   | Jakob Lotz          |
| Trener:                         |   |                     |
| Karl Höger                      |   |                     |

| Puchar Niemiec w piłce nożnej 1943 Zwycięzcy |
| -------------------------------------------- |
| Vienna Wiedeń 1. Tytuł                       |

## Statystyki
Najlepsi strzelcy
| Piłkarz           | Gole | Zespół        |
| ----------------- | ---- | ------------- |
| Karl Decker       | 10   | Vienna Wiedeń |
| Rudolf Noack      | 10   | Vienna Wiedeń |
| Heinrich Schaffer | 6    | Dresdner SC   |
| Helmut Schön      | 6    | Dresdner SC   |